# Hôtel Goudard-Ruelle
Pour les articles homonymes, voir Goudard.
L'hôtel Goudard-Ruelle est un hôtel particulier situé à Aubenas, en France.
Cet édifice du XVIIIe siècle au portail ouvragé a abrité la bibliothèque municipale jusqu'à la construction de la médiathèque de la ville.

## Description

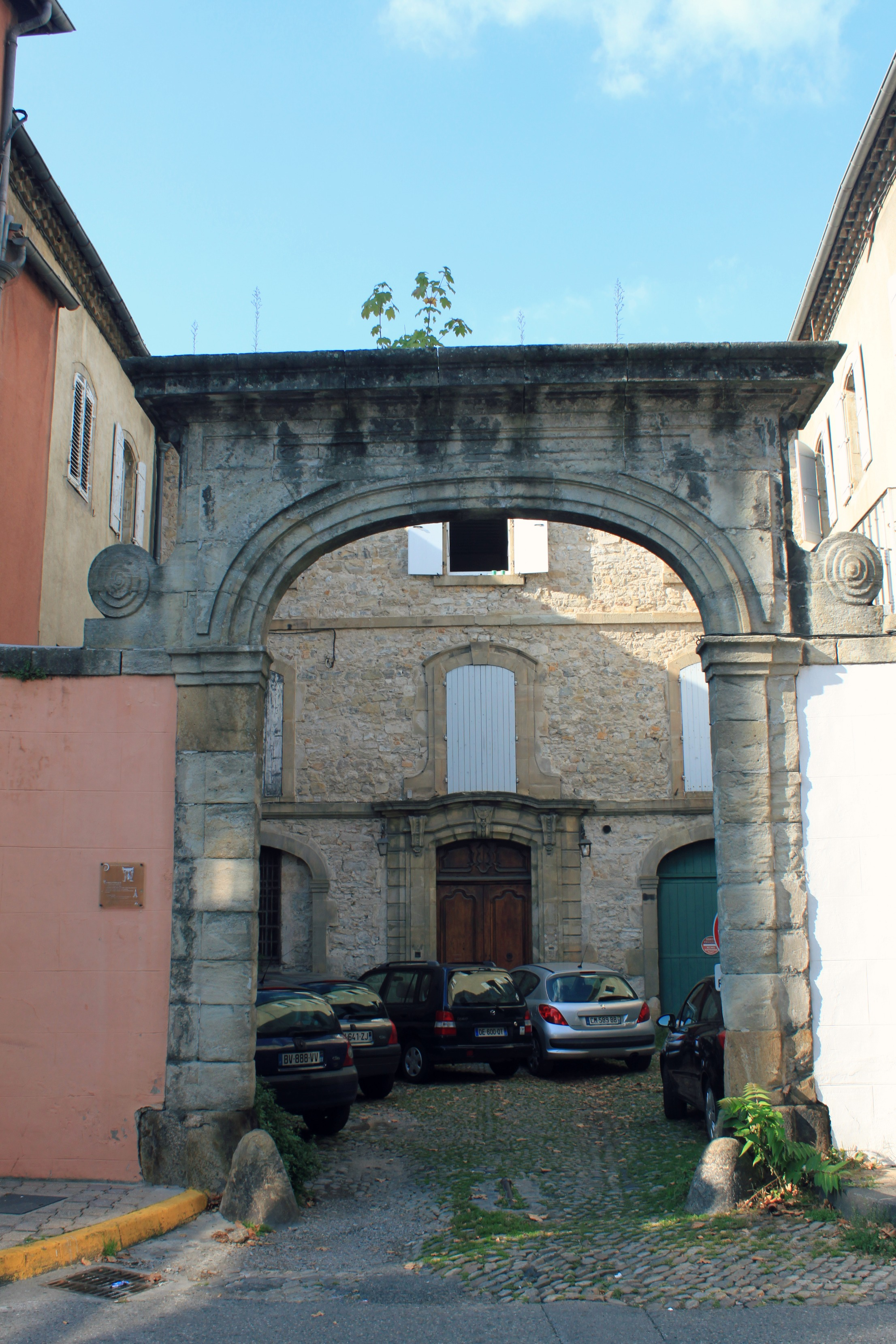
Grand portail d'entrée.
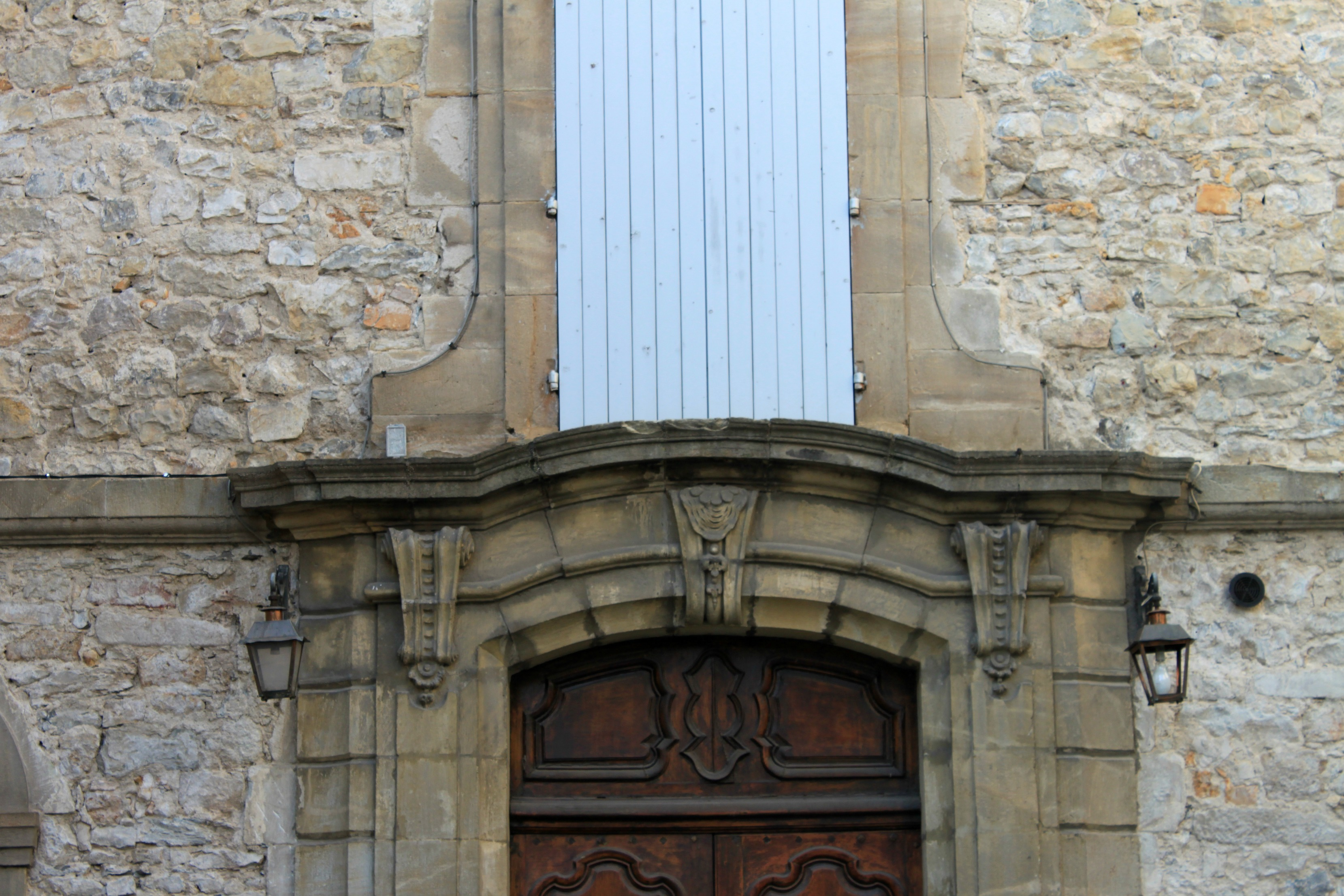
Détail de la porte d'entrée.

## Localisation
L'hôtel est situé sur la commune d'Aubenas, dans le département français de l'Ardèche.

## Historique
L'édifice est inscrit au titre des monuments historiques en 1963.